# الهرم (كليرمون فيران)

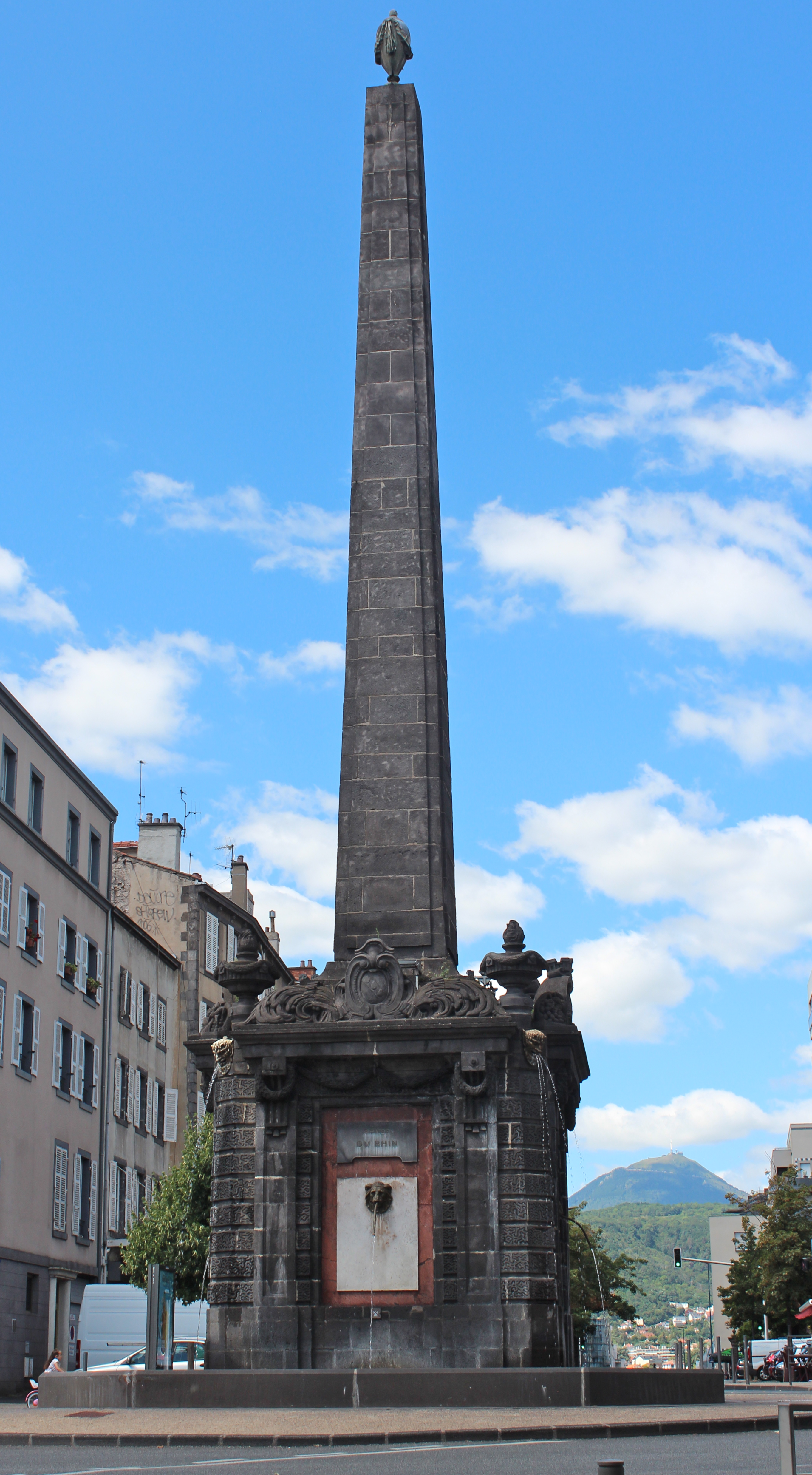
النافورة من شارع لافاييت باتجاه الشرق

الهرم هو أحد المعالم الأثرية في كليرمون فيران ويقع في وسط المدينة بفرنسا.

## الموقع
يقع النصب التذكاري عند مفترق طرق شوارع لافاييت وليون مالفريت وشارع فرسنجيتيوريكس وشارع بالينفيلييه. كما أنه مجاور لحديقة ليكوك.

## تاريخ

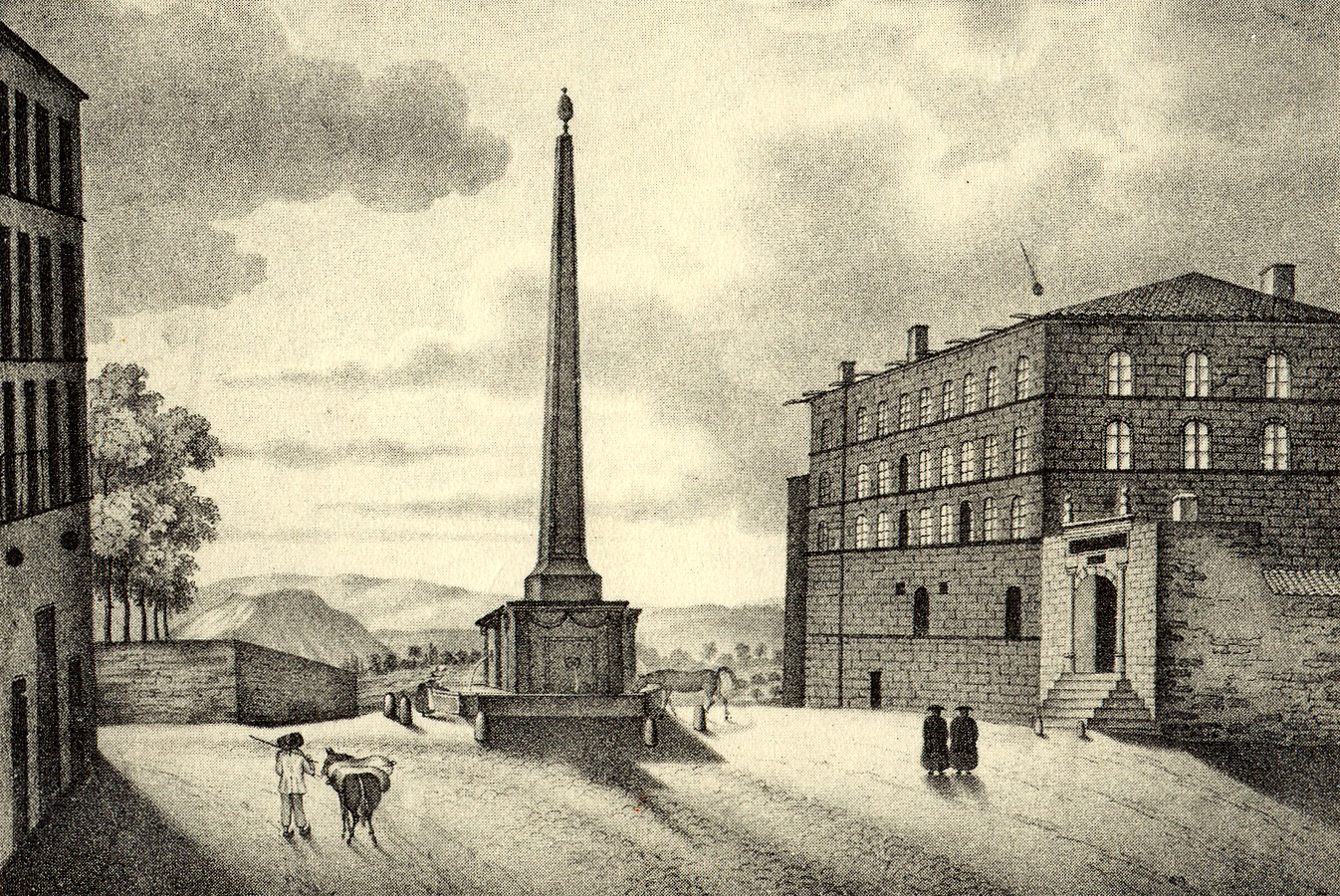
النصب في القرن التاسع عشر

ال14 يونيو 1800، توفي الجنرال لويس شارل أنطوان دوزيه في إيطاليا عن عمر يناهز 31 عامًا خلال معركة مارنجو. كان رئيس أركان جيش إنجلترا، ثم اعتبره نابليون بونابرت أكثر جنرالاته موهبة. قررت مدينة كليرمون فيران على الفور إقامة نصب تذكاري لمجده. وُلد لويس شارل أنطوان دوزيه في المناطق الريفية المحيطة، وكان طفلاً محليًا. وافق بونابرت على هذه المبادرة. عهدت المدينة بالمشروع إلى المهندس المعماري بيير لوران الذي، لتذكر الحملة الفرنسية على مصر التي تميز خلالها الجنرال ببراعة، اقترح إقامة نافورة سيكون مركزها مسلة موضوعة على قاعدة. عُهد بإنجاز العمل في حجر فولفيك إلى النحات جوزيف تشينارد. بدأ العمل بعد ذلك بوقت قصير في عام 1801. وبعد قرن من الزمان، تم استكمال زخرفة النافورة قليلاً. تم إدراج النصب كنصب تاريخي لفرنسا في عام 1992.